# Briande
 (novembre 2015).

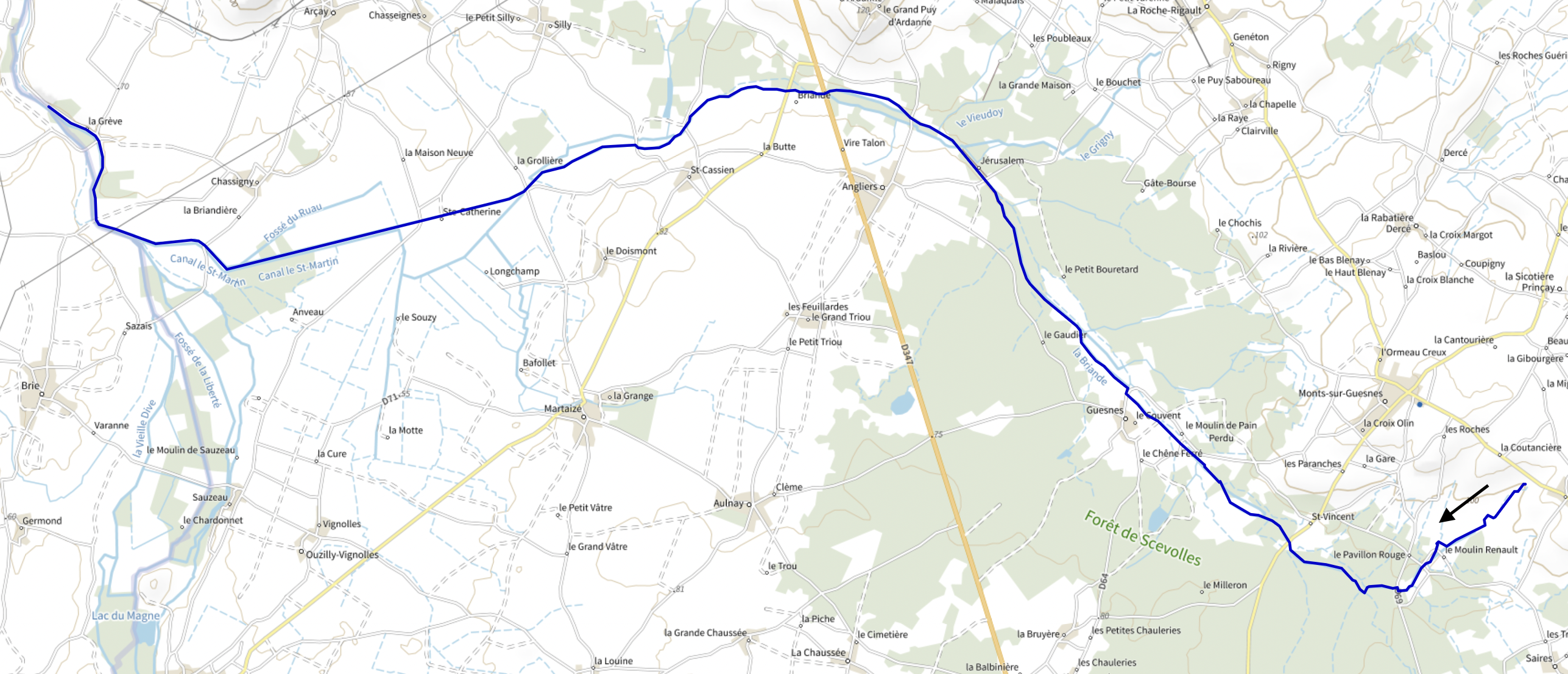
passage de la rivière La Briande

La Briande est une rivière française du département Vienne de la région Nouvelle-Aquitaine et un affluent droit de Dive, c'est-à-dire un sous-affluent de la Loire par le Thouet.

## Géographie
De 27,9 kilomètres de longueur, la Briande prend sa source sur la commune de Saires, entre les lieux-dits le Moulin de Balambouëne et les Terres Fortes, au lieu-dit « Ainson », à 97 mètres d'altitude.
Il coule globalement du sud-est vers le nord-ouest,.
Il conflue sur la commune de Saint-Laon, à 49 mètres d'altitude.
Les cours d'eau voisins sont le Noirteau au nord, la Dive à l'ouest, le Mable à l'est et l'Envigne au sud.

### Communes et cantons traversés
Dans le seul département de la Vienne, la Briande traverse les douze communes, suivantes, dans le sens amont vers aval, de  Saires (source), Verrue, Monts-sur-Guesnes, Dercé, Guesnes localité  qui doit  d'ailleurs son nom à un gué sur la Briande, voir Prieuré de Guesnes, La Roche-Rigault, Chalais, Angliers, Martaizé, Mouterre-Silly, Arçay, Saint-Laon (confluence). 
Soit en termes de cantons, la Briande traverse un seul canton, prend source et conflue dans le seul nouveau canton de Loudun, donc dans le seul arrondissement de Châtellerault.

### Bassin versant
La Briande traverse une seule zone hydrographique « La Dive du Prepson (C) à la Briande (C) » (L851),.

## Affluents
La Briande a plusieurs tronçons affluents référencés dont :
- la Fondoire (rg[note 3]) ;
- le Grigny (rd) ;
- le Vieudoy (rd) ;
- le Fossé du Ruau ;
- la canal le Saint-Martin (rg).

### Rang de Strahler
Le rang de Strahler de la Briande est donc de deux.

## Hydrologie
Son régime hydrologique est dit pluvial.